# مگس‌گیر لیوینگستون
مگس‌گیر لیوینگستون (نام علمی: Erythrocercus livingstonei) نام یک گونه از سرده مگس‌گیران زرد است.